# PTT Rayong FC
Der PTT Rayong Football Club (thailändisch สโมสรฟุตบอลปตท.ระยอง), auch bekannt als Petroleum Authority of Thailand Rayong Football Club, war ein thailändischer Fußballverein aus Bangkok, welcher aber in Rayong ansässig war. Er spielte bis 2019 in der höchsten thailändischen Spielklasse, der Thai League. Nach Ende der Saison 2019 wurde der Verein abgemeldet.

## Vereinsgeschichte
Gegründet wurde der Verein 1998. Der FC PTT ist eine Werksmannschaft der staatlichen Gas und Öl Firma PTT Public Company. 2007 gelang als Vizemeister der Aufstieg in die 2. Liga, wo man von Anfang mit dem Abstieg nichts zu tun hatte und am Ende der Saison 2008 Sechster werden konnte. Von 2008 bis 2013 spielt man in der 2. Liga, der Thai Premier League Division 1. Am Ende der Saison 2013 belegte man einen dritten Platz und stieg in die Thai Premier League auf. Hier wurde man am Ende der Saison 2014 siebzehnter und man musste wieder in die Division 1 absteigen. Hier hatte man bis 2017 mit dem Abstieg nichts zu tun und erreichte immer einen einstelligen Tabellenplatz. 2018 wurde PTT Meister und stieg in die Thai League auf. Nach Ende der Saison 2019 zog sich der Verein aus dem Profifußball zurück.

## Stadion

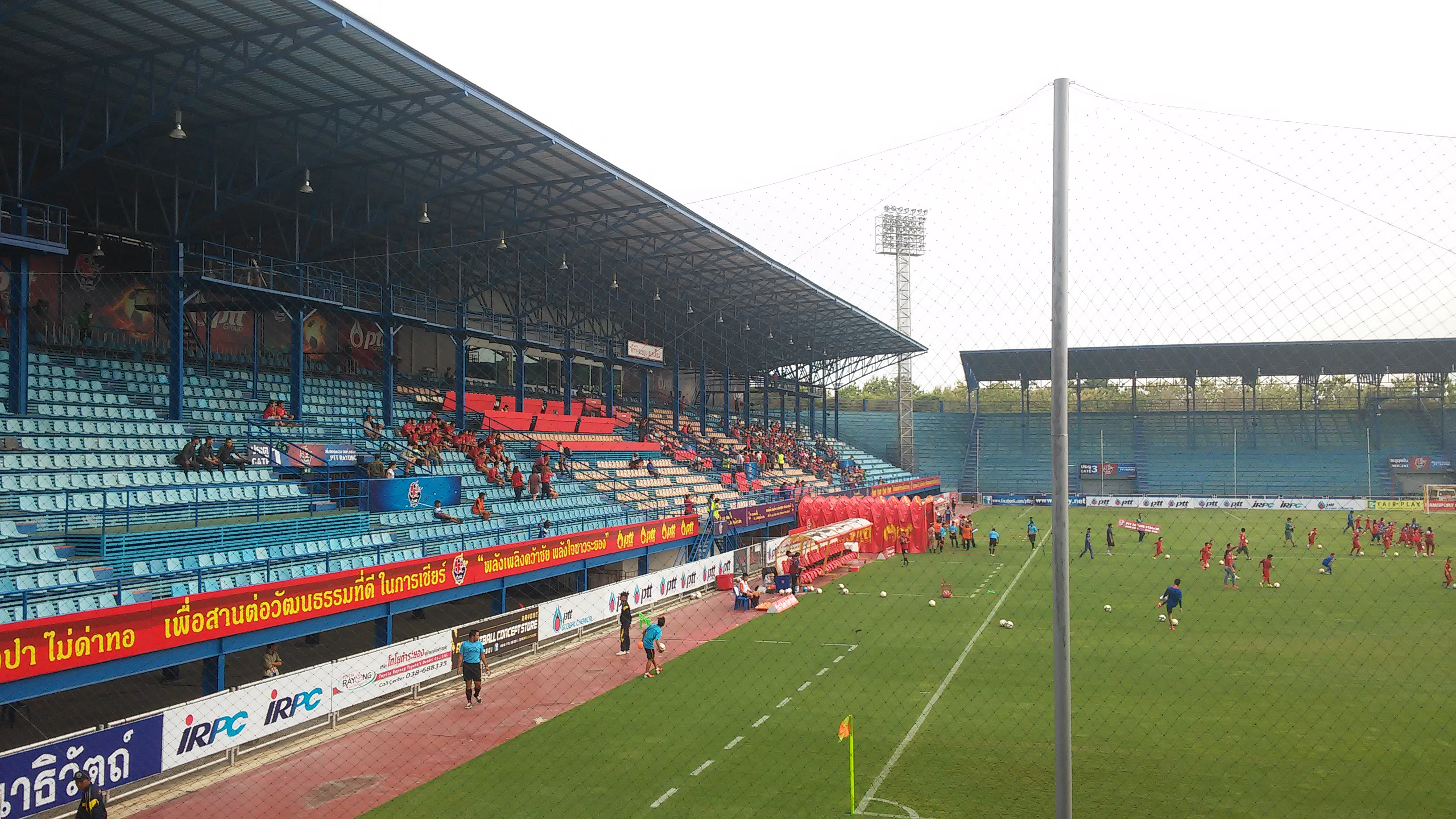
PTT Stadium 2015

Der Verein trug seine Heimspiele im 2011 erbauten PTT Stadium (thailändisch สนาม ปตท. ระยอง หรือ สนามสวนสมุนไพร มาบข่า), auch bekannt als Mabka Stadium, in Rayong aus. Das Stadion ist ein reines Fußballstadion und hat ein Fassungsvermögen von 12.000 Personen. Das Stadion wurde nach dem Eigentürmer, der PTT Public Company Limited, benannt.

### Spielstätten
| Saison       | Stadion                                                 | Standort                          | Kapazität | Eigentümer                                    | Koordinaten                       |
| ------------ | ------------------------------------------------------- | --------------------------------- | --------- | --------------------------------------------- | --------------------------------- |
| 2007         | Prachaniwet Sport Centre                                | Bangkok                           | N/A       | N/A                                           | 13° 50′ 16,1″ N, 100° 32′ 47,6″ O |
| 2008         | Jarun Burapharat Stadium                                | Bangkok                           | N/A       | Expressway Authority of Thailand              | 13° 45′ 1,4″ N, 100° 34′ 1,6″ O   |
| 2008         | Prachaniwet Sport Centre                                | Bangkok                           | N/A       | N/A                                           | 13° 50′ 16,1″ N, 100° 32′ 47,6″ O |
| 2009         | Institute of Physical Education Chonburi Campus Stadium | Chon Buri, Provinz Chon Buri      | 11.000    | Institute of Physical Education               | 13° 24′ 40,7″ N, 100° 59′ 37″ O   |
| 2010 – 2011  | Rayong Province Stadium                                 | Rayong, Provinz Rayong            | 7500      | Rayong Provincial Administrative Organization | 12° 40′ 48,8″ N, 101° 14′ 7,6″ O  |
| 2011 - heute | PTT Stadium                                             | Huai Pong, Rayong, Provinz Rayong | 12.000    | PTT Public Company Limited                    | 12° 46′ 2,3″ N, 101° 9′ 54″ O     |

## Vereinserfolge
- Thailand Division 2 League

2007 - 2. Platz  ▲ 
- Thailand Division 1 League

2013 - 3. Platz  ▲
- Thai League 2

2018 - 1. Platz  ▲

## Spieler
(Letzte offizielle Mannschaft vom PTT Rayong FC, Stand: 1. August 2019)
| Nr. |            | Position | Name                                                  |
| --- | ---------- | -------- | ----------------------------------------------------- |
| 1   | Thailand   | TW       | Pattara Piyapatrakitti                                |
| 2   | Thailand   | AB       | Sarayut Sompim (ausgeliehen von Buriram United)       |
| 3   | Thailand   | AB       | Adisak Hantes                                         |
| 4   | Thailand   | AB       | Taksin Wisetsing                                      |
| 5   | Brasilien  | AB       | Victor Cardozo                                        |
| 6   | Thailand   | AB       | Anawin Jujeen                                         |
| 7   | Costa Rica | ST       | Ariel Rodríguez (ausgeliehen von BG Pathum United FC) |
| 8   | Thailand   | AB       | Suttinun Phuk-hom                                     |
| 9   | Thailand   | ST       | Apiwat Pengprakon                                     |
| 10  | Thailand   | MF       | Saharat Kanyaroj                                      |
| 11  | Thailand   | MF       | Suppasek Kaikaew                                      |
| 12  | Thailand   | AB       | Abdulhafiz Bueraheng (ausgeliehen von Buriram United) |
| 13  | Korea Sud  | MF       | Jung Hoon                                             |
| 14  | Thailand   | AB       | Thanakorn Niyomwan                                    |
| 15  | Thailand   | AB       | Koravit Namwiset                                      |
| 16  | Thailand   | AB       | Chinnawat Wongchai                                    |
| 17  | Thailand   | AB       | Narongchai Singtum                                    |

| Nr. |            | Position | Name                                                |
| --- | ---------- | -------- | --------------------------------------------------- |
| 18  | Thailand   | MF       | Apipoo Suntornpanavej (Mannschaftskapitän)          |
| 20  | Thailand   | ST       | Worathep Arjviboonporn                              |
| 21  | Thailand   | AB       | Thanathip Khanthong                                 |
| 24  | Thailand   | MF       | Nasree Dueloh                                       |
| 25  | Thailand   | TW       | Uklit Teerajantranon                                |
| 27  | Thailand   | ST       | Powaret Arjviboonporn                               |
| 29  | Thailand   | MF       | Pornpreecha Jarunai                                 |
| 30  | Thailand   | TW       | Peerapong Ruenin                                    |
| 32  | Indonesien | AB       | Victor Igbonefo                                     |
| 33  | Thailand   | TW       | Bundid Suksa                                        |
| 36  | Thailand   | ST       | Sarawut Masuk (ausgeliehen von BG Pathum United FC) |
| 39  | Thailand   | MF       | Thirayu Banhan                                      |
| 51  | Thailand   | MF       | Pattara Preedayut                                   |
| 52  | Thailand   | AB       | Nattaphat Hankit                                    |
| 53  | Thailand   | AB       | Wuttipong Yaemsiri                                  |
| 92  | Brasilien  | ST       | Dennis Murillo                                      |

## Ehemalige Spieler
| - Pongpanot Naknayom - Sittipong Manaowarn - Sarawut Natasat - Uklit Teerajantranon - Decha Srangdee - Prathan Mansiri - Amadou Ouattara - Rufo Sánchez - Lee Sung-yong - Rohan Ricketts - Matt Thompson - Michael Beauchamp - Trent McClenahan - Rohan Ricketts - Ryuji Utomo - Kazuki Murakami - Yukiya Sugita - Weerawut Kayem - Pairot Eiammak - Rafael Wellington - Prayad Boonya - Paitoon Tiebma - Bunjong Thongsuk | - Yves Desmarets - Chitchanok Xaysensourinthone - Phuritad Jarikanon - Anuwat Noicheunphan - Chayawat Srinawong - Yuttana Chaikaew - Decha Phetakua - Peeratat Phoruendee - Adisak Duangsri - Jeong Woo-geun - Hun Jeong - Kriangkrai Pimrat - Pornsak Pongthong - Kyle Nix - Wellington Bruno - Decha Sa-ardchom - João Paulo - Apiwat Pengprakon - Siwapong Jarernsin - Pongpanot Naknayom - Tongchai Pohnang - Thongchai Kuenkhunthod | - Chalitpong Jantakul - Anurak Chompoopruk - Wicha Nantasri - Boonyakait Wongsajaem - Chalermsuk Kaewsuktae - Nantachot Pona - Seeket Madputeh - Surawich Logarwit - Jiranat Nontaket - Paitoon Tiepma - Leandro - Terukazu Tanaka - Yves Desmarets - Pipat Thonkanya - Patipan Un-Op - Gōshi Ōkubo - Jetsadakorn Hemdaeng - Pichet In-bang - Patrick Aaltonen - Anuwat Nakkasem | - Rachanon Kanyathong - Amorn Thammanarm - Narej Karpkraikaew - Niranrit Jarernsuk - Mongkol Tossakrai - Narongchai Vachiraban - Tatchakorn Keawsombat - Nattapon Woratayanan - Puthasas Boonpok - Jozef Tirer - Roland Vargas-Aguilera - Josimar - Mongkol Namnuad - Jay Emmanuel-Thomas - Narongrit Boonsuk - Phanuwat Jinta Suradet Thongchai Watchara Arnumart Weerayut Srivichai Kraisorn Sriyan Kosawat Wongwailikit Apipoo Suntornpanavech Chitipat Kaeoyos |

## Trainer
| Name              | Zeit beim PTT Rayong FC | Zeit beim PTT Rayong FC |
| Name              | von                     | bis                     |
| ----------------- | ----------------------- | ----------------------- |
| Dusit Chalermsan  | 1. Januar 2012          | 30. November 2012       |
| Chaiyong Khumpiam | 1. Januar 2014          | 31. Dezember 2014       |
| Phayong Khunnaen  | 1. Januar 2015          | 30. November 2015       |
| Jadet Meelarp     | 8. Januar 2016          | 19. Mai 2016            |
| Teerasak Po-on    | 2. November 2016        | 27. Oktober 2019        |

## Beste Torschützen seit 2008
| Saison | Name              | Tore |
| ------ | ----------------- | ---- |
| 2008   | David Bayiha      | 11   |
| 2009   | Jirawoot Saranant | 18   |
| 2010   | Rachanon Srinok   | 10   |
| 2011   | Adisak Srikumpang | 21   |
| 2012   | Adisak Srikumpang | 11   |
| 2013   | Pipat Thonkanya   | 9    |
| 2014   | Amadou Ouattara   | 11   |
| 2015   | Yves Desmarets    | 12   |
| 2016   | Leandro           | 5    |
| 2017   | Dennis Murillo    | 18   |
| 2018   | Dennis Murillo    | 14   |
| 2019   | Ariel Rodríguez   | 9    |

## Saisonplatzierung
| Saison | Liga                           | Liga  | Liga   | Liga | Liga | Liga | Liga  | Liga   | Liga     | Pokal         | Pokal                  |
| Saison | Liga                           | Level | Spiele | S    | U    | N    | Tore  | Punkte | Position | FA Cup        | League Cup             |
| ------ | ------------------------------ | ----- | ------ | ---- | ---- | ---- | ----- | ------ | -------- | ------------- | ---------------------- |
| 2007   | Division 2                     | 3     | 22     | 14   | 4    | 4    | 41:16 | 46     | 2. ▲     |               |                        |
| 2008   | Thai Premier League Division 1 | 2     | 30     | 10   | 11   | 9    | 38:29 | 41     | 6.       |               |                        |
| 2009   | Thai Premier League Division 1 | 2     | 30     | 9    | 9    | 12   | 53:49 | 36     | 10.      | 3. Hauptrunde |                        |
| 2010   | Thai Premier League Division 1 | 2     | 30     | 9    | 11   | 10   | 47:51 | 38     | 11.      | 2. Runde      | Achtelfinale           |
| 2011   | Thai Premier League Division 1 | 2     | 34     | 17   | 8    | 9    | 54:28 | 59     | 4.       | 3. Runde      | 1. Runde               |
| 2012   | Thai Premier League Division 1 | 2     | 34     | 19   | 5    | 10   | 61:33 | 62     | 5.       | Achtelfinale  | 1. Runde               |
| 2013   | Thai Premier League Division 1 | 2     | 34     | 17   | 13   | 4    | 44:27 | 64     | 3. ▲     | Viertelfinale | Achtelfinale           |
| 2014   | Thai Premier League            | 1     | 38     | 10   | 12   | 16   | 49:60 | 42     | 17. ▼    | Achtelfinale  | Viertelfinale          |
| 2015   | Thai Premier League Division 1 | 2     | 38     | 14   | 12   | 12   | 62:60 | 54     | 7.       | 1. Runde      | 1. Runde               |
| 2016   | Thai Premier League Division 1 | 2     | 26     | 10   | 5    | 11   | 42:43 | 35     | 8.       | 1. Runde      | 2. Runde               |
| 2017   | Thai League 2                  | 2     | 32     | 14   | 8    | 10   | 54:50 | 50     | 5.       | Viertelfinale | Achtelfinale           |
| 2018   | Thai League 2                  | 2     | 28     | 17   | 5    | 6    | 54:32 | 56     | 1. ▲     | 2. Runde      | Play-Off Qualifikation |
| 2019   | Thai League                    | 1     | 30     | 9    | 8    | 13   | 33:46 | 35     | 11.      | 1. Runde      | 1. Runde               |

## Zuschauerzahlen seit 2011
| Saison | Liga                           | Level | Gesamt- zuschauerzahl | Höchste Zuschauerzahl | Niedrigste Zuschauerzahl | Durchschnittliche Zuschauerzahl |
| ------ | ------------------------------ | ----- | --------------------- | --------------------- | ------------------------ | ------------------------------- |
| 2011   | Thai Premier League Division 1 | 2     | 39.324                | 4.100                 | 1.301                    | 2.313                           |
| 2012   | Thai Premier League Division 1 | 2     | 39.545                | 3.626                 | 846                      | 2.276                           |
| 2013   | Thai Premier League Division 1 | 2     | –                     | –                     | –                        | –                               |
| 2014   | Thai Premier League            | 1     | 79.089                | 7.333                 | 2.133                    | 4.162                           |
| 2015   | Thai Premier League Division 1 | 2     | 37.669                | 4.902                 | 597                      | 1.982                           |
| 2016   | Thai Premier League Division 1 | 2     | 24.421                | 3.436                 | 904                      | 1.744                           |
| 2017   | Thai League 2                  | 2     | 31.500                | 3.735                 | 631                      | 1.852                           |
| 2018   | Thai League 2                  | 2     | 26.757                | 3.856                 | 933                      | 1.911                           |
| 2019   | Thai League                    | 1     | 57.159                | 10.822                | 2.108                    | 3.811                           |

## Sponsoren
| Jahr | Ausrüster   | Trikotsponsor |
| ---- | ----------- | ------------- |
| 2013 | Grand Sport | PTT Group     |
| 2014 | Pan         | PTT Group     |
| 2015 | Grand Sport | PTT Group     |
| 2016 | Warrix      | Gulf          |
| 2017 | Sakka Sport | PTT Group     |
| 2018 | Sakka Sport | PTT Group     |
| 2019 | Warrix      | PTT Group     |